# 彼特·溫茲
彼特·溫茲（Pete Wentz），本名彼特·路易士·金斯頓·溫茲三世（Peter Lewis Kingston Wentz III）（1979年6月5日—）是美國樂團打倒男孩（Fall Out Boy）的貝斯手、第二主唱，同時也是主要的作詞者。

## 傳記
溫茲在1979年6月5日出生於伊利諾州的威爾麥特（Wilmette），是芝加哥附近的郊區。他是家中三個孩子中最年長的。他就讀 New Trier Township 高中和 North Shore Country 日間學校，他是足球校隊的隊員。在1997年高中畢業後，他在帝博大學（DePaul University）攻讀政治學，但只讀了一個學期便休學，專心往音樂方面發展。
溫茲在1990年代末期參加了許多芝加哥當地的硬蕊龐克樂團，包括 Arma Angelus、Yellow Road Priest、Racetraitor，以及一些較不知名的小樂團。在2001年，他和派崔克·史坦普、喬·特洛曼一起成立了打倒男孩樂團，隨後鼓手安迪·赫里也加入樂團。在2004年，由溫茲擔任主唱的 Arma Angelus 樂團舉行了最後一場表演。
在2002年，打倒男孩發行了一張名為《Fall Out Boy/Project Rocket Split EP》的EP。不久之後，在2003年，樂團發行了專輯《打倒男孩之與你的女友在傍晚出遊》（Fall Out Boy's Evening Out With Your Girlfriend）。在樂團第二張成功的完整專輯發行後，本專輯經過數位加強後重新推出。在接下來的專輯裡，貝斯手彼特·溫茲主要負責撰寫歌詞，史坦普則接替他負責作曲？
鼓手安迪·赫里很快地成為樂團的一員。在2003年，溫茲和樂團其他成員與 Island Records 簽約，同時也發行第二張EP《我的心永遠都在我的舌頭的背面》（My Heart Will Always Be the B-Side to My Tongue）。
在2005年2月，溫茲發生自殺未遂事件，他服用過量的抗焦慮藥物蘿拉西泮（Ativan），結果在醫院接受一個星期的治療。在接受雜誌專訪時，溫茲表示「我不斷將自己孤立，然而我越孤立我自己，我越覺得自己被孤立。我完全沒有睡覺，我只想讓我的腦袋停止運作，就像是完全不在思考任何事情一樣。」溫茲的自殺未遂經驗，在不久之後被寫成了一首名為「七分钟就到天堂」（7 Minutes in Heaven），收錄在專輯《軟木樹下》（From Under The Cork Tree）。在這起事件後，溫茲搬去和他的父母同住，時間長達半年。
2006年3月，溫茲的裸照被大量張貼在許多網站上。隨後溫茲在打倒男孩的網站和部落格上發表了回應，指出這些照片都是偷取自他的手機（T-Mobile Sidekick），他也表示在事件之後「曾經難過了大約24小時，但現在心情已經恢復」。在「不是開玩笑，就要開打了」（This Ain't a Scene, It's an Arms Race）的音樂錄影帶中，包含了諷刺這次裸照事件的橋段。在2007年3月的訪問中，溫茲被問到這起意外事件，他說「這真是讓我鬆了一口氣，我對於在體育場演出時發生的幫派衝突事件、以及那些裸照都不再感到內疚，而且，你知道的，當我在和女生見面時，他們已經知道我有什麼樣的武器了...」。
在2008年5月17日，溫茲和交往兩年的美國搖滾歌手艾希莉·辛普森(Ashlee Simpson)奉子成婚，同年11月20日Ashlee Simpson產下一子，Bronx Mowgli Wentz。

## 事業
溫茲出了一本書，名為《帶著憂慮的男孩》（The Boy With the Thorn In His Side），書中的故事是根據他在孩提時代的惡夢撰寫。。他同時也有另一本名為《雨天小孩》（Rainy Day Kids）的著作，該書原本預計在2006年2月14日發行，但已經延期。目前預計在2007年夏季推出。
溫茲也擁有一間名為「Clandestine Industries」（直譯為「偷偷摸摸的企業」）的公司，主要業務為發行書籍、服裝等商品。此外，他也擁有自己的唱片公司「Decaydance Records」，旗下擁有包括迪斯可癟三（Panic! at the Disco）等樂團。
同時溫茲也有一間名為「Bartskull Films」的電影製片公司，目前負責《放出蝙蝠》（Release the Bats）的DVD，這是一部溫茲和樂團成員演出的電影。目前預計推出續集。